# Sergia mollis
Sergia mollis är en kräftdjursart som först beskrevs av Sidney Irving Smith 1884.  Sergia mollis ingår i släktet Sergia och familjen Sergestidae. Inga underarter finns listade i Catalogue of Life.